# Alatna (rzeka)
Alatna – rzeka w Stanach Zjednoczonych, w stanie Alaska. Jej źródło znajduje się w Górach Brooksa. Ma 200 mil (320 km) długości. Płynie w kierunku południowo-wschodnim, uchodzi do rzeki Koyukuk w pobliżu miejscowości Alatna i Allakaket. W wyniku ekstremalnie niskich temperatur otoczenia w miesiącach zimowych, rzeka regularnie zamarza w październiku. Leży częściowo na terenie Parku Narodowego Gates of the Arctic.